# Саманта Редґрейв
Саманта Редґрейв (18 серпня 1994 , Ньюкасл-апон-Тайн ) — британська веслувальниця, срібна призерка Олімпійських ігор 2024 року, чемпіонка світу та Європи.

## Виступи на Олімпіадах
| Олімпіада  | Дисципліна | Місце |
| ---------- | ---------- | ----- |
| Париж 2024 | четвірки   | 2     |

## Зовнішні посилання
- Саманта Редґрейв на сайті FISA.